# Ludwig Cavriani

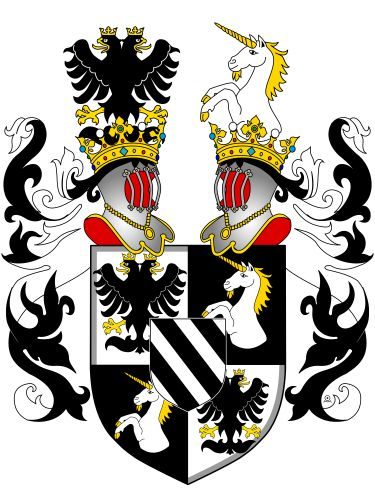
Stemma dei conti Cavriani, 1643.

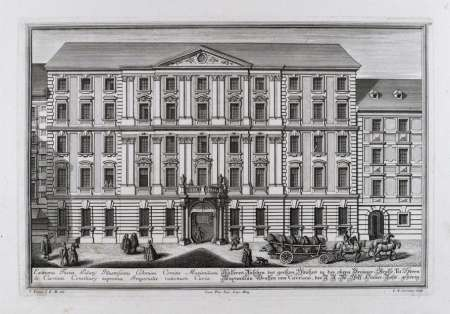
Facciata di Palazzo Cavriani (Vienna) nel 1730.

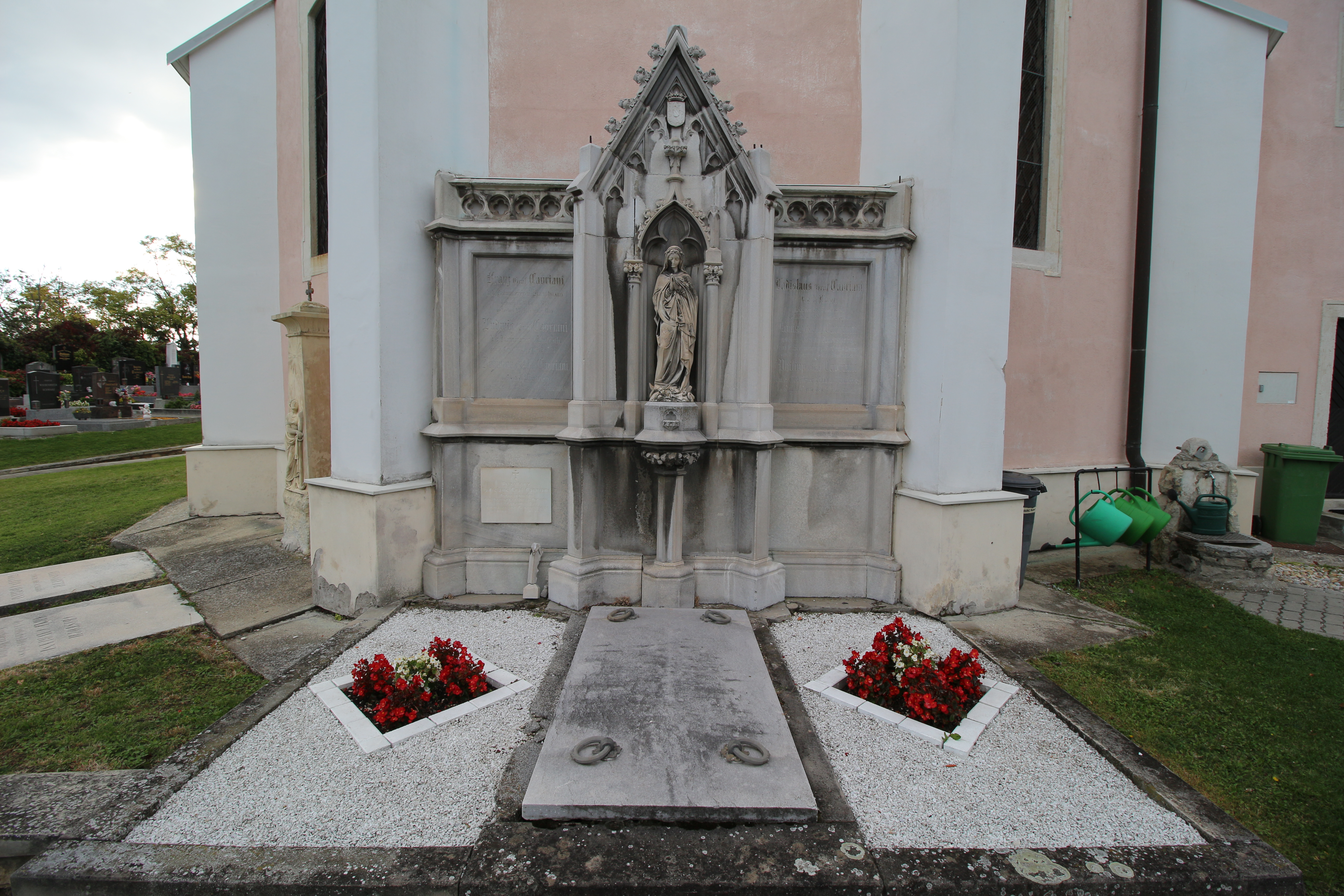
Tombe Cavriani a Reisenberg.

Ludwig Cavriani (Vienna, 20 agosto 1739 – 24 dicembre 1799) è stato un funzionario austriaco.

## Biografia
Il conte Ludwig (Franz Xaver Bernhard Leonard Josef) Cavriani era il ciambellano imperiale, consigliere privato e consigliere imperiale della Corte suprema di giustizia. Dal 1783 al 1787 fu governatore della Moravia e dal 1787 al 1790 il più alto burgravio e governatore del Regno di Boemia. Possedeva grandi proprietà a Seibersdorf e a Reisenberg. Ha anche ereditato dal padre il Palazzo Cavriani di Vienna. Con sua moglie Johanna Nepomucena, contessa Nowohradsky von Kollowrat, (Novohradský z Kolovrat), ebbe undici figli. Entrambi dopo la loro morte furono sepolti nel cimitero di Reisenberg.